# Anton Hagman
Anton Per Erik Hagman, född 8 september 1998 i Västerås, är en svensk sångare. Hagman medverkade i Melodifestivalen 2017 med bidraget Kiss You Goodbye där han tog sig till final efter tävlat i andra chansen då han kom dit efter tredje deltävlingen. Han tog sig till final och fick startnummer 6.
Han tävlade i Melodifestivalen 2019 med bidraget Känner dig i fjärde tävlingen men kom inte vidare.
2014 släppte Anton Hagman och Jonas Peker covers på sin Youtube kanal under namnet JAofficial. Här blev de ganska stora, med som mest 500 000 visningar på sina videor. Deras debutsingel var "Caroline". 2014 gjorde de också två låtar för hästspelet Star Stable.